# 원주 이씨 (이진민)
원주 이씨(原州李氏)는 강원특별자치도 원주시를 본관으로 하는 한국의 성씨이다. 시조는 이춘계(李椿桂)이다.

## 유래
원주 이씨의 선조는 중국 고대 한고조 서기전 200년경 진란(秦亂)을 피해 절서지역 현 절강성에서 고조선으로 와서 씨족 사회를 이루었다.
신라 16대 흘해왕조에 득사위한 진민(眞民)이 원시조(元始祖)이고, 공의 27세손인 도균(道均)의 차남인 이춘계(椿桂)가 시조이다. 고려 17대 인종과 18대 의종(1122~1170)에 병부상서 평장사 안일호장을 지냈다. 시조 이하 7대까지 실묘한 곳이 대부분 광주 온정동이다.
중시조인 8세 이희백(希伯)은 남부 부령을 지냈고, 9세 녹규(祿圭)는 정순대부 판위위시사로 원주를 중심으로 중흥 번영하였다. 녹규는 삼형제를 두었는데, 장남 임(琳)이 봉어동정으로 동정공파시조, 삼남 침(琛)이 병사공파시조, 차남 인(璘)이 중정대부종부시령을, 인의 자(子)가 재령현령 십일세 방진(邦珍)이고, 공은 형제를 두어 장남 완(玩)이 주부공파시조 차남 거(봉례랑공)가 육형제에 장남 기(起)가 은사공, 차남 추(趨)가 교도공, 삼남 월(越)이 사용공, 사남 부(赴)가 사직공, 오남 필(䟆)이 갈촌공, 육남 진(趂)이 평천공, 육파의 파시조이며 총 일원(一源) 구파(九派)를 이룬다.

## 본관
원주는 강원도에 위치한 지명으로 고구려 때에는 평원군이라 불렸고, 서기 940년(고려 태조 23년) 원주로 고쳤다. 그 후 일신현,·정원도호부,·익흥도호부,·성안부 등으로 변천해 오다가, 1353년에 원주목(原州牧)으로 하였다.

## 분파
- 동정공파 (同正公派)
- 병사공파 (主簿公派)
- 주부공파
- 은사공파 (隱士公派)
- 교도공파 (敎導公派)
- 사용공파 (司勇公派)
- 사직공파 (司直公派)
- 갈촌공파 (葛村公派)
- 평천공파 (平川公派)

## 인물
- 이정식(李挺植) - 조선조 수군,병조판서, 동지의금부사
- 이극신(李克新) - 조선조 원종1등공신
- 이응순(李應順) - 조선조 正一品 좌의정 (익흥부원군), 임란공신
- 이응인(李應인) - 조선조 正二品 병조판서 (원흥부원군), 임란공신
- 이인민(李仁敏) - 조선조 임란공신
- 이선민(李善敏) - 조선조 임란공신
- 이강중(李剛中) - 조선조 병조판서, 동지의금부사
- 이분(李芬) - 조선조 안주목사, 좌승지
- 이윤남(李胤男) - 조선조 청난소무공신 (원성군)
- 이광정(李光庭) - 조선조 영남의 대학자

### 이광정
영남(嶺南)사림(士林)의 종장(宗匠) 눌은 이광정 1674(현종15)-1756(영조32)  눌은(訥隱) 이광정(李光庭)은 1674년 6월 24일(현종년)경상북도 봉화(奉化)읍에서 태어났다. 그의 증조부 이택(李澤1586-1625) 묘소가 원주시 흥업면 서곡리에 있다.  눌은(訥隱)의 관향(貫鄕)은 原州로 고려 안일호장(安逸戶長)이춘계(李椿桂)를 시조(始祖)로 하고 21세손이 된다. 원주에 세거(世居)해 오면서 유업(遺業)의 문벌을 존속해 왔다. 그러나 시조로부터 18세손인 증조부 이택(李澤)에 이르러 광해군의 어지러운 세상과 함께 성균관 유생 폐출사건이 발발하자, 원주(原州)를 떠나 훈련원정(訓鍊院正)으로 있던 장인(丈人) 금윤선의 안내로 안동군 내성현(現 봉화)으로 이거하게 된후 원주를 往來하였지만 안동지방의 입향조(入鄕祖)가 된다.  증조부 이택은 당시 성균과 유생으로서 학행(學行)과 문장(文章)이 월등하여 주위 사람의 우러름을 받았다고 하며 훗날 사복사정(司僕寺正)으로 추증되었다.  조부 이시암(李時庵 1607-1644), 자는 문약(聞若) 호는 만문(晩聞)으로 26세때 진사 (進士), 27세에 문과(文科)에 급제한 수제자였고 34세 때 강원도와 함경도의 도사 (都事)를 역임했고 훗날 예조참의(禮曹參議)에 추증되었다. 생시에는 선조의 사위인 신익성(申翊聖. 1588-1644. 영의정 삼촌 신흠의 아들) 및 우의정을 지낸 허목(許穆)과 깊은 교분을, 인근 유곡(酉谷-안동권씨) 해저(海底. 의성김씨) 등의 문중과 친분관계를 유지했으나, 38세의 젊은 나이에 신병(身病)으로 일찍 세상을 떠났으며, 문집(文集) 4권이 전한다. 눌은(訥隱)의 生父는 이후룡(李後龍)이며, 생모는 통덕랑 이유형(李惟馨 )의 딸인 공주 李씨이다. 눌은은 대를 잇기 위하여 생부 이후룡의 쌍둥이 형제인, 백부(伯父) 이선룡(李先龍)의 양자로 입적하였다, 백부는 통덕랑을 지내고 증호조참판(贈戶曹參判)이었고, 백모(伯母)는 사인 이시철의 딸이자 퇴계 이황선생 兄의 손녀인 증정부인(贈貞夫人) 眞城 이씨이다. 이광정(李光庭)의 자(字)는 천상(天祥) 호는 눌은(訥隱) 또는 녹문산인(鹿門山人)이다.
어려서부터 매우 총명하였으나 친구들과 어울려 놀기보다는 부모의 시중을 들며 공손하여 후일에 성덕군자(成德君子)가 될 것이라는 양아버지의 칭송을 들었으며, 생부 이후룡(李後龍)은 어린 시절 눌은에게 자애로 글을 가르치다 학문을 게을리하면 매로 다스렸고, 그의 뜻을 받들어 종일 책에서 떠나지 않았다고 한다. 눌은은 재능이 뛰어나 7살에 증사(曾史)를 읽고 9살에 논어를 모두 외웠고 10살부터는 좌씨춘추(左氏春秋), 장자(莊子), 초사(楚辭), 사기(史記) 등과 굴원,송옥의 문장을 즐겨 읽고 15살에 육경을 통달한 천재였으나 세속문자(世俗文子)는 즐기지 않았다고 한다. 26세(숙종25년. 1699년)가 되던 해에 눌은은 진사에 급제하고 성균관에 입학하였다 그러나 29세 되던 해 친어머니가 별세하고, 32세에 양어머니도 세상을 떠났으며, 얼마후 전 부인 안동 金씨[스승 이화(而和) 김중청(金中淸)의 손녀] 마저 세상을 하직하자 상심하였다. 그는 세상 명리에 뜻이 없어 진사시에 올라 사마방목에 올랐을 뿐 대과는 외면했다  재신(宰臣)들의 추천으로 선공감역(繕工監役) 익위사 세마(翊衛司洗馬)등으로 등용되었으나 그때마다 사양하고 향리에 은거해서 후진 양성에 진력했다. 봉화 삼계서원(三溪書院)에서 성리학을 강론했는데 문하생이 오백 명을 넘었다.  이광정은 효도와 우애가 남다르고 덕행과 절개와 지조가 맑고 깨끗해서 영남 일대에서 유학의 종장(宗匠)으로 추앙받았다. 영남 사대부 가문에서는 눌은 이광정의 문장이나 시 한편이라도 서재에 비치해야 선비로서의 자긍심이 손상되지 않는 것으로 인식할 정도였다.  61세 되던 해 경상도 관찰사로 있던 풍원군(豐原君) 조현명(趙顯命)이 임금 앞에 나가 눌은은 효도와 청렴, 문학(文學)과 행의(行誼)에 있어 영남 제1인자라고 천거하니 영조는 남녘 영남지방의 예절과 학문이 왕성한 그곳에서 제 일인자면 당대(當代)에 제 일인자라 하여 눌은의 인물됨을 인정하였다. 그 후 다시 경상도 관찰사로 있던 김재로(金在魯)가 조정의 조회에서 영조에게 영남에서 문장으로 출중한 넷 가운데 눌은이 으뜸이라 고하고 문학에 능하나 과거를 보지 않으며 청렴하여 향리에서 제자를 교육하여 신망이 두텁다고 아뢰니 영조가 후릉참봉(厚陵參奉)을 제수하여, 부임한 후 역대 임명지를 열람하다가 화담(花潭) 서경덕(徐敬德) 과 청송(聽訟) 성수침(成守琛)이 제수되었으나 공직(公職)의 사양사실을 알고, 눌은 역시 한편의 시를 읊고 신병(身病)을 이유로 사직하였다.  후일 명재상 번암(樊巖) 채제공(蔡濟恭) 선생이 말하기를 [이광정의 문장(文章)은 영남일대에서 백년 이래 이런 글이 없었고 그 빛이 창연하여 뒤에 드리움이 분명할 것이다] 라고 극찬했다.  그 후 81세 되던 해 봄에는 익위사(翊衛司) 익위(翊衛)를 제수하였고 여름에는 영조가 사전(四殿) 존호(尊號)를 내릴 때 노직(老職)으로 통정대부를 제수하였고, 그 해 겨울에는 용양위부호군으로 임명되었다. 82세 가을에는 첨지중추부사를 제수하였으며 이때 公이 말하기를 개방청형은 분수에 넘치는 것이었더니 이제 노직을 받으매 내가 내 직책을 얻었다고 하였다. 83세 되던 봄에는 가선대부 동지중추부사에 제수되었다. 그러나 만년에 제수된 여러 벼슬 중 장능참봉 이외의 직은 모두 나아가지 않았다. 노환으로 세상을 뜨기 전 한달 여 동안 여러 노인들과 태백산(강원도 삼척 황지.태백)에 들어갔다가 귀향해서 1756년(영조32년) 4월1일 어은계사(漁隱溪舍)에서 돌아가시니 향년 83세였다. 1756년 4월 이광정(八十三세) 이 세상을 떠나자 조정에서는 가선대부(嘉善大夫) 동지중추부사(同知中樞府事)의 증직을 내렸다. 종二품으로서 대학자에 대한 예우였다고 할 수 있다. 번암(樊巖) 채제공 선생이 묘갈명(墓碣銘. 비문), 간옹(艮翁) 이현경 선생이 묘지명(墓誌銘)을, 문인대산 (大山) 이상정(李象靖) 선생이 행장(行狀)을, 발문은 전라감사 와은(臥隱) 김한동(金翰東) 선생이 유권(遺券)에 대한 뒷글을 찬(撰) 했다.  묘소는 봉화현 대조산(大鳥山)에 있다.  내성현(奈城縣, 봉화군 봉화읍 일대에 있던 옛 고을)에 있는 백록리사(栢鹿里社)에 배향되었다.
이광정은 숱한 유문집(遺文集)을 남겼다 손자 이종훈(李宗勛)과 문인(門人)들이 초고(草稿)를 정리하여 두고 자금사정이 어려워 출판하지 못했다, 그가 떠난지 52년 뒤인 1808년 22권 11책  861판(板)의 목판 초간본(初刊本)이 세상에 나왔다. 화재로 소실된 글도 많다고 하니 아쉽다.  지금 목판원본은 안동의 한국국학진흥원에, 초간본은 서울대학교 규장각(奎章閣)에 소장돼 있다. 고려대학교 서울대학교 강원대학교 등에서 이를 교재로 활용하며 [눌은연구]로 배출된 석사 박사도 많다. 눌은 문집을 살펴보면 사(辞) 부(賦) 시(時) 서(序) 소(疏) 기(記)발(跋) 식(識) 명(銘) 찬(贊) 행장(行狀) 전(傳) 유사(遺事) 등 미치지 않은 부분이 없다.  눌은 문집중 [노파의 다섯가지 즐거움]을 비롯한 21편의 우언(寓言)이 담긴 [망양록(亡羊錄)] 과 [강상여지가]. [향랑요] 등도 주목할 만한 작품이다.
◉ 눌은(訥隱) 이광정(李光庭)의 연구 논문을 쓰신 학자(무순)  - 눌은 이광정의 망양록 연구: ◾동방한문학회 신태관  - 한시를 통해본 이조여성의 형상- 눌은 이광정의 서사적 한시를 통하여:  ◾영남 대학교 민족문화연구소 김혈조  - 눌은 문학의 세계관적 기반  - 눌은 이광정의 [노파지오락(老婆지五樂)] 분석  - 18세기 영남지문학 사상논쟁 연구- 강좌(江左) 대 대산(大山) 논쟁의 성격과 눌은 제산(霽山)의 중재논리:  ◾한국한문학회 회장 /인한대학교 교수협의회 의장 김영  - 눌은(訥隱) 이광정(李光庭) 작품에 나타난 여성 형상화의 양상과 의미:  ◾한국고전연구학회 하국고전 연구 강석숙  - 20세기 전반 지역사회의 재편과 지역민의 대응; 눌은 이광정의 우언 창작 방식  [망양록(亡羊錄)] 소재 창작우언을 중심으로  ◾성균관 대학교 대동문화 연구원 윤승준  - 눌은선생문집(訥隱先生文集)  ◾안동 대학교 퇴계학부 교수 황만기 (황교수외연구원은 2018.5월부터 향후 3여년 간에 걸쳐 눌은집 전권(全卷)을 번역 중임)  [참고 문헌]  『눌은집(訥隱集)』  『한국민족문화대백과사전』 『한국학 중앙연구원 -향토문화전자대전』